# Andreas Reimann

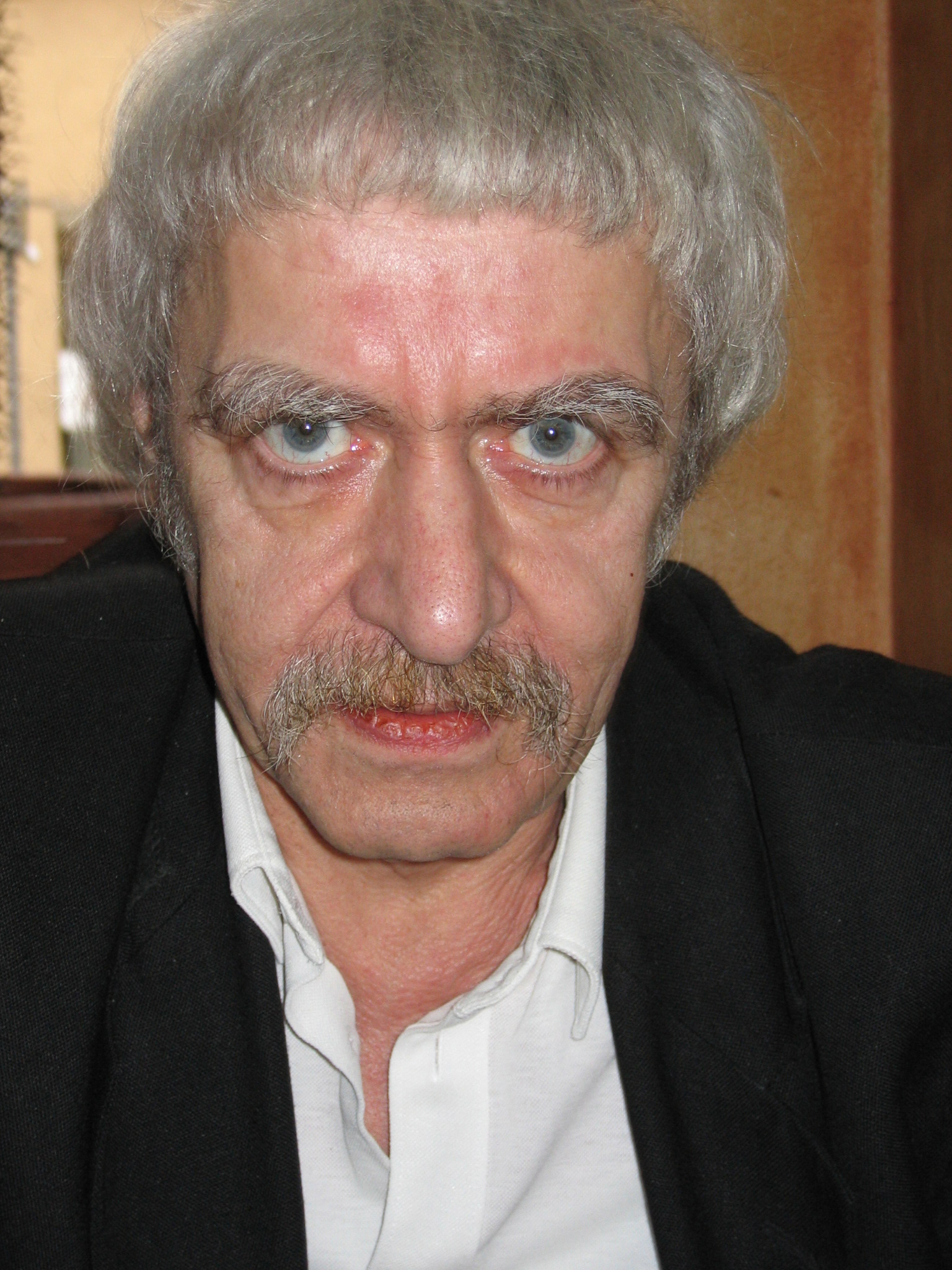
Andreas Reimann (2003)

Andreas Reimann (* 11. November 1946 in Leipzig) ist ein deutscher Lyriker und Grafiker.

## Leben
Andreas Reimann wurde als Sohn eines Grafiker-Ehepaares und Enkel Hans Reimanns geboren. Nach der Flucht seines Vaters 1953 nach West-Berlin und dem Suizid der Mutter im Jahre 1954 kam er in ein Kinderheim. 1955 verstarb sein Vater in West-Berlin unter bislang ungeklärten Umständen. Von 1956 an lebte Reimann bei seiner Großmutter Thea Reimann-Weide in Leipzig, die zu dieser Zeit als Übersetzerin aus sechs Sprachen für die Presse tätig war.
Von 1963 bis 1965 absolvierte Reimann eine Schriftsetzerlehre und begann 1965 ein Studium am Institut für Literatur »Johannes R. Becher« in Leipzig. Anfang 1966 wurde er wegen ablehnender Haltung gegenüber der Kulturpolitik der SED exmatrikuliert; im gleichen Jahr zum Wehrdienst in der NVA eingezogen und nach einem Suizidversuch entlassen. Danach war er freier Schriftsteller und Verlagslektor.
Im Sommer 1968 war er Teilnehmer der Stauseelesung von Leipzig. Am 1. Oktober 1968 wurde er in Zusammenhang mit seinem Protest gegen die Zerschlagung des Prager Frühlings verhaftet und wegen „staatsgefährdender Hetze“ zu zwei Jahren Haft verurteilt. Nach seiner Entlassung am 1. Oktober 1970 arbeitete er als Transportarbeiter, Brauereihilfsarbeiter und Lohnbuchhalter. In den 1970er Jahren erschienen von ihm zwei Gedichtbände. Danach konnte Reimann bis zur Wende im Herbst 1989 nicht mehr veröffentlichen.
Seit 1973 arbeitete Reimann mit Chansoninterpreten (u. a. mit Stephan Krawczyk, Detlef Hörold, Hubertus Schmidt und Barbara Kellerbauer) und der Rockgruppe Lift sowie den Komponisten Jens-Uwe Günther und Walter Thomas Heyn. Er gehört zur Leipziger Liederszene und war zudem Teilnehmer der DDR-offenen Chansontage im Kloster Michaelsstein. 
Sein Lebenspartner seit 1981 war der im Juni 2024 verstorbene Kellner Dieter Ramke.
2015 wurde Andreas Reimann ins PEN-Zentrum Deutschland gewählt.

## Auszeichnungen
- 1997 Förderpreis der Stadt Leipzig
- 1999 Stipendium des Freistaates Sachsen
- 1999 Ehrengabe der deutschen Schillerstiftung von 1859
- 2000 Literaturstipendium der Stadt Leipzig
- 2005 Brüder-Grimm-Preis der Stadt Hanau (gleichzeitig mit Felicitas Hoppe)
- 2006 Stipendium des Deutschen Literaturfonds
- 2007 Johann-Gottfried-Seume-Literaturpreis für ... und Rotwein rauscht an meiner Seele Süden
- 2012 Rössing-Preis der Renate und Roger Rössing Stiftung für "Bewohnbare Stadt"
- 2014 Lyrikstipendium „Poet in Residence“ des Vereins „Literarisches Dresden“ in Dresden-Loschwitz
- 2018 „Poesiealbum-neu-Preis'“ der Gesellschaft für zeitgenössische Lyrik[1]
- 2023 Lessing-Preis des Freistaates Sachsen
- 2025 Stipendium des Deutschen Literaturfonds

## Werke
- mit Ingeborg Meyer-Rey: Kleine Tiere essen gern, Kinderbuch, Berlin 1974
- Die Weisheit des Fleischs, Gedichte mit Illustrationen des Autors, Halle 1976
- Das ganze halbe Leben, Gedichte, Halle 1979
- Leipziger Allerlei – allerlei Leipzig, Geschichten (mit Ulla Heise), Leipzig 1993 ISBN 3-931801-44-6
- Sonnen im Holz, Gedichte, Burg Giebichenstein 1994
- Das Sonettarium, Gedichte mit Zeichnungen von Frank Ruddigkeit, Leipzig 1995, ISBN 3-928833-32-4
- Tatort Stadt, Gedichte mit Holzschnitten von Thomas M. Müller, Leipzig 1996
- Vom haltbaren Jonas, Lieder und Balladen mit Illustrationen des Autors, Leipzig 1999
- Beschreiben und Bezeichnen. Aus der Chronik einer Leipziger Künstlerfamilie, Leipzig 1999
- Die männlichen Zeitalter, Gedichte mit Illustrationen des Autors, Tübingen 2001, ISBN 3-88769-172-5
- Der Olivenspiegel, Gedichte mit Illustrationen des Autors, Dresden 2003, ISBN 3-931684-89-X.
- Nicht Jeder Abschied Macht Klein (Neuen Deutschen Volkes Lieder Von Andreas Reimann & Walter Thomas Heyn), Audio-CD*
- Zwischen den Untergängen – Gesammelte Gedichte, Leipzig 2004, ISBN 3-936618-47-X
- Will an deinen Leib mich fügen – Liebesgedichte, Leipzig 2005, ISBN 3-928833-36-7
- ... und Rotwein rauscht an meiner Seele Süden – Italien-Sonette mit Zeichnungen von Rainer Ilg, Oschersleben 2006, ISBN 3-938380-34-9
- Neue Gedichte, mit Grafiken von Akos Novaky, Peter Sylvester und Baldwin Zettl, Leipzig 2006
- Der trojanische Pegasus – 150 ausgewählte Gedichte 1957-2006, Halle 2006. ISBN 978-3-89812-411-9
- Bewohnbare Stadt – Leipzig-Gedichte mit Zeichnungen von Rainer Ilg, Leipzig 2009, ISBN 978-3-937799-38-4
- in: Dichtung des 20. Jahrhunderts: Meine 24 sächsischen Dichter, Hrsg. Gerhard Pötzsch, 2 CDs, Militzke Verlag Leipzig 2009, ISBN 978-3-86189-935-8
- Gräber und drüber, Gedichte, Leipzig 2010 – ISBN 978-3-937799-46-9
- Die Weisheit des Fleischs, Gedichte. Band 2 der Werkausgabe. Leipzig 2011, ISBN 978-3-937799-61-2
- grüner winter, Gedichte. Edition Loschwitz, Dresden 2015, ISBN 978-3-9816210-4-4
- Versammelte Chansons und Lieder (mit Jens-Uwe Günther), Weimar/Oschersleben 2016, ISBN 978-3-86289-123-8
- Poeten-Museum. Weimar-Gedichte mit Zeichnungen von Rainer Ilg, Bucha bei Jena 2016, ISBN 978-3-943768-73-2
- Kontradiktionen, Gedichte 1964–66; Essay und Diskussion "Die neuen Leiden der jungen Lyrik", Band 1 der Werkausgabe, Leipzig 2016, ISBN 978-3-937799-77-3
- Das ganze halbe leben, Gedichte 1973–76; "Die ersten fünfzig Lieder aus der Sammlung Hubertus Schmidt", 1971–76, Band 3 der Werkausgabe, Leipzig 2017, ISBN 978-3-937799-78-0
- Poesiealbum 336 Andreas Reimann, Gedichte, Wilhelmshorst 2017, GTIN 978-3-943-708-36-3
- Das große Sonettarium, Sonette 1975-2019, Band 5 der Werkausgabe, Leipzig 2019, ISBN 978-3-937799-93-3
- Der plunderhund im lande wunderbunt, Lieder 1976 -2021, Band 4 der Werkausgabe, Leipzig 2021
- "Die gezeiten des blaus", Italien-Gedichte mit Zeichnungen von Rainer Ilg; Band 6 der Werkausgabe, Leipzig 2023